# Sing Hallelujah
Sing Hallelujah – singiel szwedzkiego wokalisty Dr. Albana wydany w 1992 roku, promujący drugi album studyjny wokalisty pt. One Love z 1992 roku.